# 412 a. C.
El año 412 a. C. fue un año del calendario romano prejuliano. En el Imperio romano se conocía como el Año del Consulado de Ambusto y Pácilo (o menos frecuentemente, año 342 Ab urbe condita). 

## Acontecimientos
- Alcibíades negocia una alianza entre Esparta y Persia, pero pierde sus apoyos en Esparta y deserta.
- Los atenienses votan utilizar sus últimos recursos para construir una nueva flota.
- Rodas se alía con Esparta.
- Eurípides representó por primera vez Helena (obra).

## Nacimientos
- Diógenes de Sinope, filósofo griego (m. 323 a. C.).

- Datos: Q232554